# Selim Benachour
Selim Benachour (en árabe: سليم بن عاشور‎) (nacido el 8 de septiembre de 1981 en París) es un futbolista de nacionalidad tunecina nacido en Francia que juega como centrocampista en el Club Sport Marítimo. Previamente, Benachour jugó en Francia, Portugal, Rusia, Kuwait y España. 
Se le considera uno de los mejores jugadores de la Selección de fútbol de Túnez, con la cual participó en la Copa Mundial de Fútbol de 2002 y en la Copa de las Confederaciones de 2005.
El 23 de agosto de 2009 firmó el contrato que le uniría al conjunto malacitano, tras convencer durante el mes que estuvo a prueba, al técnico Juan Ramón López Muñiz.
En la temporada 2021-2022, actualmente ejerce como entrenador del Oldham athletic club.

## Selección nacional
Ha sido internacional con la Selección de fútbol de Túnez, ha jugado 44 partidos internacionales y ha anotado 2 goles.

### Participaciones en Copas del Mundo
| Mundial                        | Sede                  | Resultado    |
| ------------------------------ | --------------------- | ------------ |
| Copa Mundial de Fútbol de 2002 | Corea del Sur y Japón | Primera fase |

## Clubes
| Club                   | País     | Año       |
| ---------------------- | -------- | --------- |
| Paris-Saint Germain FC | Francia  | 1998-2001 |
| FC Martigues           | Francia  | 2001-2002 |
| Paris-Saint Germain FC | Francia  | 2002-2003 |
| ES Troyes AC           | Francia  | 2002-2003 |
| Paris-Saint Germain FC | Francia  | 2003-2005 |
| Vitória Sport Clube    | Portugal | 2005-2006 |
| FC Rubín Kazán         | Rusia    | 2006-2007 |
| Qadsia Sports Club     | Kuwait   | 2007-2009 |
| Málaga CF              | España   | 2009-2010 |
| Club Sport Marítimo    | Portugal | 2011-2012 |
| APOEL Nicosia          | Chipre   | 2012-2014 |
| Mumbai City FC         | India    | 2015-2016 |
| FC Martigues           | Francia  | 2016-2017 |